# Hlubinovky
Hlubinovky (Myctophiphormes) jsou řád drobných hojných hlubinných ryb ze skupiny paprskoploutví. Mají ze stran zploštělé tělo, na hřbetě tukovou ploutvičku, většinou velká koncová ústa a velké oči. Největší druhy dorůstají do 30 cm, ale většina zástupců je menší (kolem 10–15 cm). Přestože patří do veliké skupiny kostnatých ryb zvané Ctenosquamata, která je pojmenovaná podle přítomnosti ktenoidních šupin, je jejich tělo většinou pokryto cykloidními šupinami, jen výjimečně ktenoidními. Na hlavě a na těle bývají až na výjimky vyvinuty drobné světélkující orgány (fotofory) uspořádané do shluků a řad. Rozmístění fotoforů se liší jak mezi druhy, tak mezi pohlavími, což patrně přispívá k vyhledávání partnerů.
     

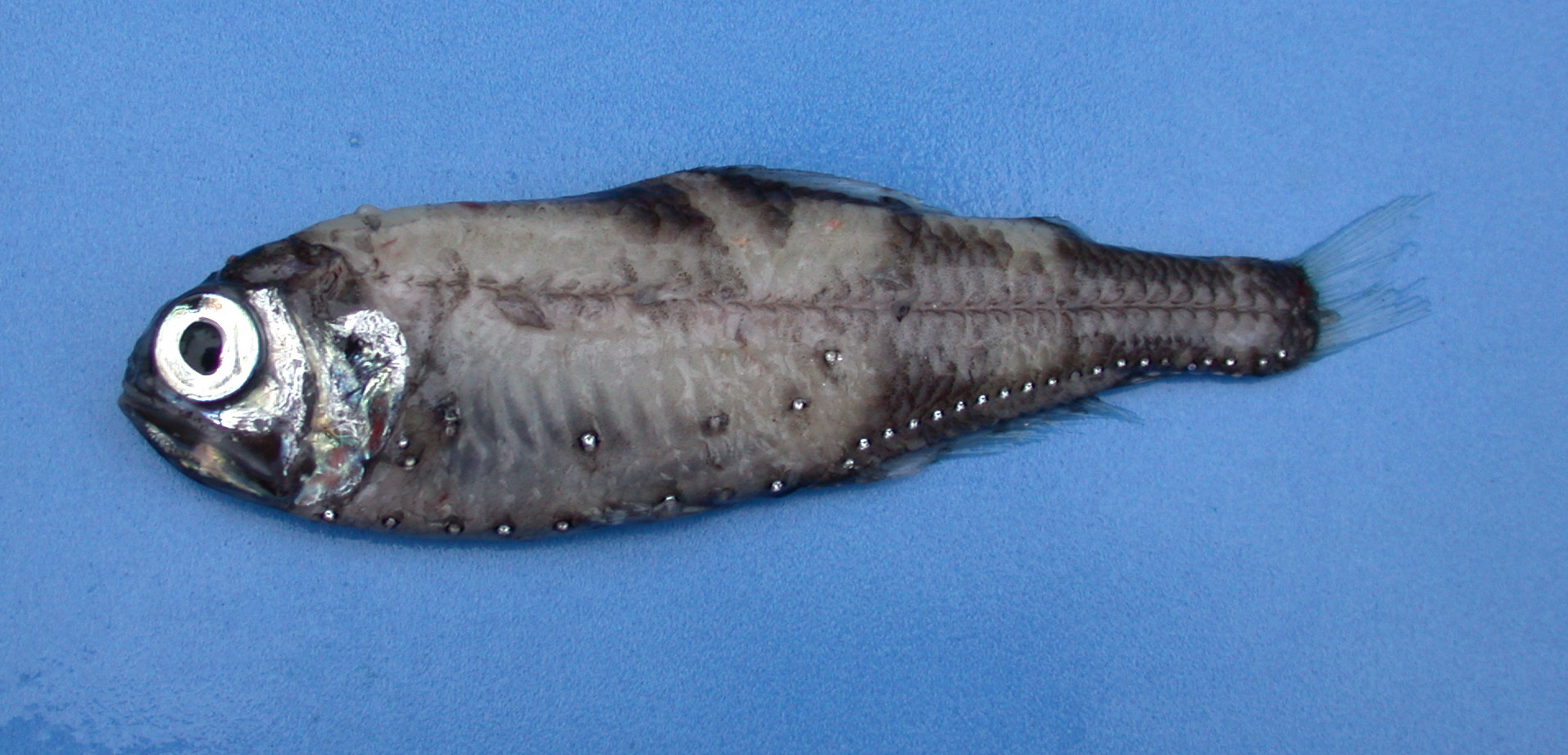
Lampovník antarktický

Do řádu patří dvě čeledi: lampičníkovití (Neoscopelidae) se třemi rody a šesti druhy a mnohem bohatší čeleď lampovníkovití (Myctophidae) s asi 250 druhy ve 33 rodech. Obzvlášť lampovníkovití mají značný ekologický význam: jsou důležitou složkou potravy mnoha dalších mořských živočichů (ryb, tuleňů, kytovců), ale i člověka. Jsou široce rozšířeni ve všech oceánech od Arktidy až k Antarktidě. Přes den se zdržují v hloubkách několika set metrů až asi jednoho kilometru, ale v noci vyplouvají mnohem blíž k hladině (10–100 m). Larvy některých hlubinovek mají vystouplé oči na zřetelných stopkách. Hlubinovky patří z fylogenetického hlediska na bázi velké skupiny Ctenosquamata, která je sesterská jinožábrým rybám, s nimiž byly kdysi hlubinovky spojovány. Někdy se pro ně zavádí nadřád Scopelomorpha, kam patří jako jediný řád  

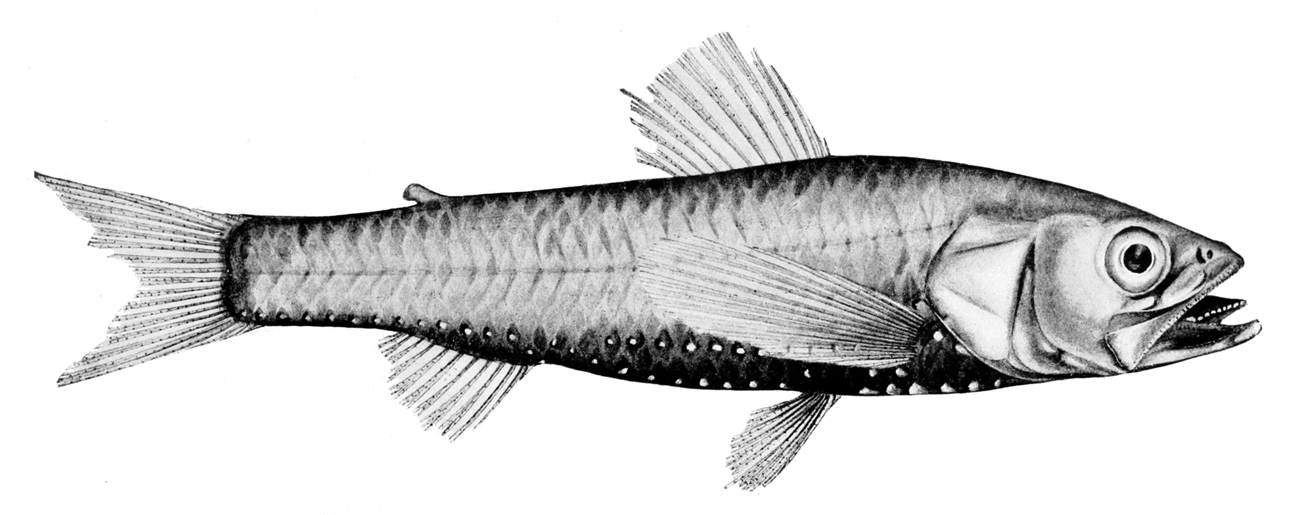
Lampičník velkošupinný (lampičníkovití)
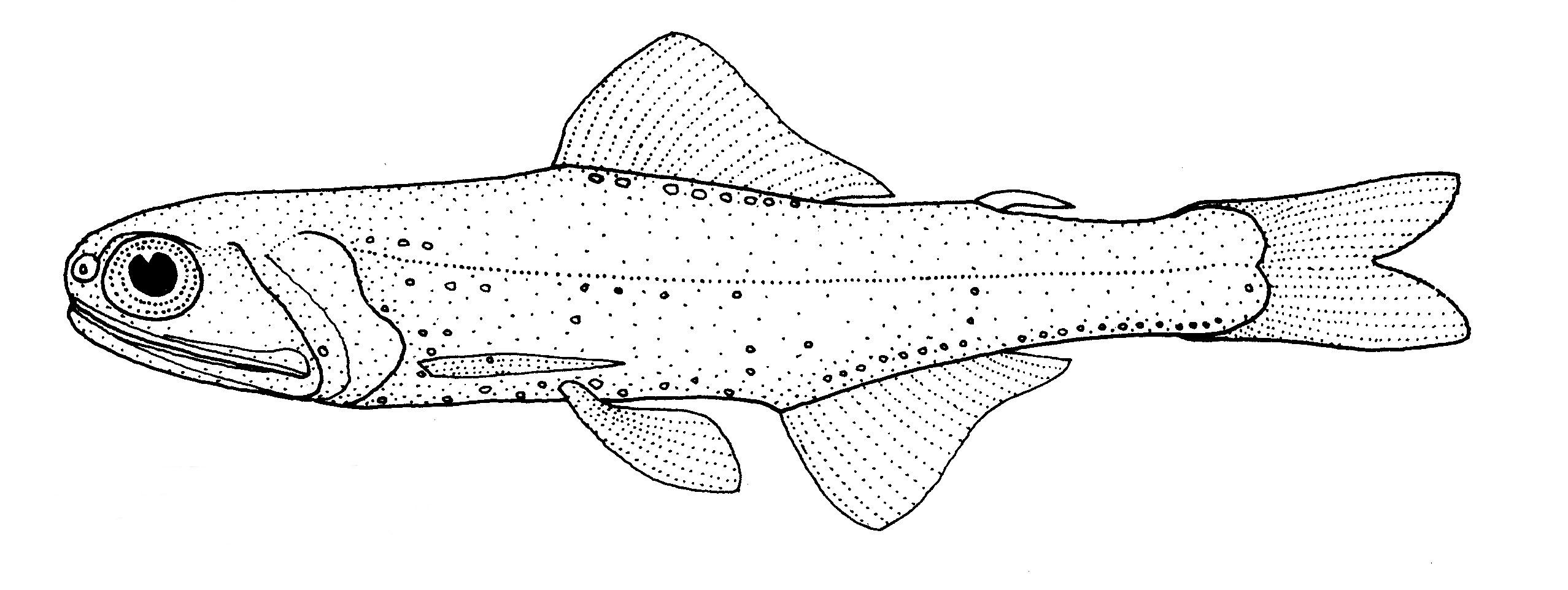
Lampovnice jihooceánská
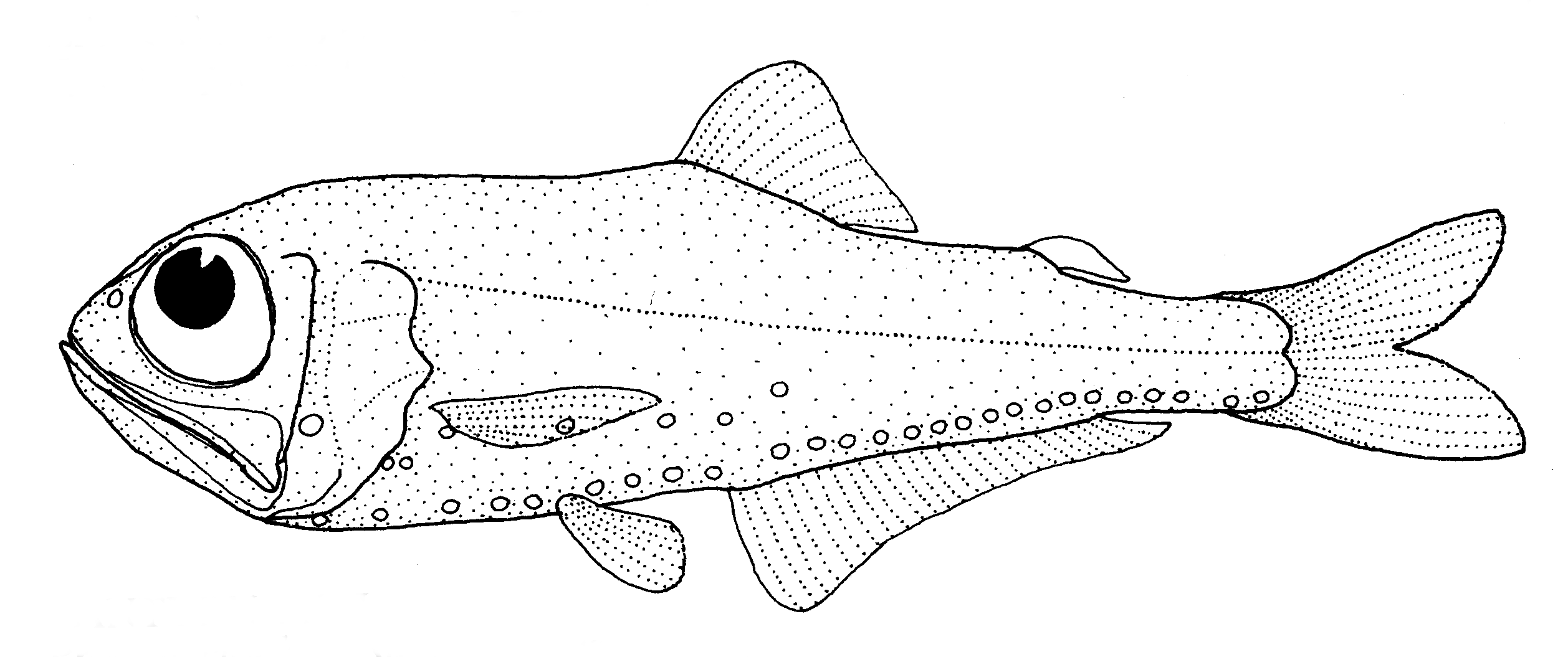
Lampovníček světlobřichý